# La grande ruota
La grande ruota (Das Riesenrad) è un film del 1961 diretto da Géza von Radványi, tratto dalla commedia Letto matrimoniale di Jan de Hartog.

## Trama
Saga familiare di una famiglia austriaca nella prima parte del novecento. Agli inizi del secolo il nobile Rudolf sposa per amore la bella Elisabeth ma deve presto lasciarla per il fronte. Lei perde la testa per un musicista ma finita la guerra la coppia si ricompone. Anni dopo sarà il figlio a partire per il fronte ma non avrà la stessa fortuna.